# Comandante Cody
El Comandante Cody es un personaje de la franquicia de ciencia ficción Star Wars.
El Comandante Cody era el apodo del soldado clon de clave CC-2224, siendo Obi-Wan Kenobi su General Jedi asignado. Cody acompañó a Obi-Wan en diversas misiones, siendo la más importante la misión a Utapau con el fin de acabar con las fuerzas separatistas lideradas por el General Grievous.
También sirvió al General Obi-Wan Kenobi junto a Anakin Skywalker durante una cercana campaña desastrosa en Cato Neimoidia. Cody era el Comandante del Batallón de Ataque 212 y del Séptimo Cuerpo Celestial.
La unidad 2224 fue parte de un avanzado programa de entrenamiento de comandantes, liderado por el soldado ARC identificado como Alpha. Diferente a los protocolos educacionales kaminoanos, este régimen se basaba en la independencia para discernir entre lo correcto o no, sin cometer insumisiones. Se promovía la creatividad al momento del combate y se permitía a los clones a tener un nombre, como premio al mérito.
El lideraba el Batallón de Ataque 212, y estaba cómodo ya sea liderando grandes unidades o pequeños destacamentos de ataque. También, Cody empleaba un jet-pack, una especie de cohetes impulsores similares a los que usaban Jango Fett, lego República para liderar a sus unidades de élite a través de maniobras aéreas.
Fue en Utapau, donde recibió la orden 66, directamente del Emperador Palpatine. Cody era obediente a las órdenes de la República, y cuando la Orden 66 fue dada Cody ordenó a su comando abrir fuego contra su General, creyendo qué Obi-Wan no sobreviviría al ataque. Cuando los Jedi fueron eliminados, el Comandante Cody continuó con la batalla de Utapau, hasta que las tropas separatistas fueron derrotadas.

## Viajes
A continuación se presenta un listado de los planetas a los que Cody ha ido en sus misiones:
- luna de Rishi
- Skor II.
- Geonosis.
- Kooriva.
- Praesitlyn.
- Rodia.
- Rendili.
- Boz Pity.
- Aargonar.
- Bomis Korri IV.
- Sarrish.
- Cato Neimoidia.
- Tatooine.
- Alderaan.
- Kashyyyk.
- Christophsis.
- Maramere.
- Saleucami.
- Utapau. (Orden 66).
- Estrella de la Muerte. (legado).

- Datos: Q2564474